# Convocazioni per la Coppa del Mondo di rugby 1999
La Coppa del Mondo di rugby 1999 si è giocata in Galles tra il 1º ottobre e il 6 novembre 1999.
Il simbolo  indica il capitano della squadra.
Il numero di caps corrisponde al numero di presenze in match ufficiali.

## Girone A

### Scozia
C.T.:  Jim Telfer
| Giocatore       | Posizione          | Data di nascita   | Caps | Club/provincia   |
| --------------- | ------------------ | ----------------- | ---- | ---------------- |
| Gordon Bulloch  | Tallonatore        | 26 marzo 1975     | 15   | Glasgow Warriors |
| Robert Russell  | Tallonatore        | 1 maggio 1976     | 1    | Saracens         |
| Paul Burnell    | Pilone             | 29 settembre 1965 | 49   | London Scottish  |
| George Graham   | Pilone             | 19 gennaio 1966   | 8    | Newcastle        |
| Tom Smith       | Pilone             | 31 ottobre 1971   | 10   | Brive            |
| David Hilton    | Pilone             | 3 aprile 1970     | 35   | Glasgow Warriors |
| Stuart Grimes   | Seconda linea      | 4 aprile 1974     | 15   | Newcastle        |
| Doddie Weir     | Seconda linea      | 4 luglio 1970     | 54   | Newcastle        |
| Scott Murray    | Seconda linea      | 15 gennaio 1976   | 14   | Saracens         |
| Andy Reed       | Seconda linea      | 4 maggio 1969     | 17   | Wasps            |
| Martin Leslie   | Terza linea ala    | 25 ottobre 1971   | 7    | Edimburgo        |
| Cameron Mather  | Terza linea ala    | 20 agosto 1973    | 1    | Edimburgo        |
| Stuart Reid     | Terza linea ala    | 30 gennaio 1970   | 3    | Edimburgo        |
| Budge Pountney  | Terza linea ala    | 13 novembre 1973  | 7    | Northampton      |
| Peter Walton    | Terza linea ala    | 3 giugno 1969     | 20   | Newcastle        |
| Gordon Simpson  | Terza linea centro | 21 settembre 1971 | 4    | Glasgow Warriors |
| Gary Armstrong  | Mediano di mischia | 30 settembre 1966 | 42   | Newcastle        |
| Bryan Redpath   | Mediano di mischia | 2 luglio 1971     | 29   | Melrose          |
| Iain Fairley    | Mediano di mischia | 29 agosto 1973    | 2    | Kelso            |
| Duncan Hodge    | Mediano d'apertura | 18 agosto 1974    | 8    | Edimburgo        |
| Gregor Townsend | Mediano d'apertura | 26 aprile 1973    | 41   | Brive            |
| Alan Tait       | Tre quarti centro  | 2 novembre 1964   | 24   | Edimburgo        |
| John Leslie     | Tre quarti centro  | 25 novembre 1970  | 6    | Glasgow Warriors |
| James McLaren   | Tre quarti centro  | 28 giugno 1972    | 2    | Bourgoin-Jallieu |
| Jamie Mayer     | Tre quarti centro  | 16 aprile 1977    | 1    | Bristol          |
| Cameron Murray  | Tre quarti ala     | 31 marzo 1975     | 11   | Edimburgo        |
| Kenny Logan     | Tre quarti ala     | 3 aprile 1972     | 41   | Wasps            |
| Shaun Longstaff | Tre quarti ala     | 3 gennaio 1972    | 10   | Glasgow Warriors |
| Glenn Metcalfe  | Estremo            | 15 aprile 1970    | 9    | Glasgow Warriors |
| Chris Paterson  | Estremo            | 30 marzo 1978     | 0    | Edimburgo        |

### Sud Africa
C.T.:  Nick Mallett
| Giocatore                | Posizione          | Data di nascita   | Caps | Club/provincia   |
| ------------------------ | ------------------ | ----------------- | ---- | ---------------- |
| Naka Drotské             | Tallonatore        | 15 marzo 1971     | 20   | Cheetahs         |
| Chris Rossouw            | Tallonatore        | 14 settembre 1969 | 7    | Western Province |
| Os du Randt              | Pilone             | 8 settembre 1972  | 33   | Cheetahs         |
| Ollie le Roux            | Pilone             | 10 maggio 1973    | 20   | Western Province |
| Adrian Garvey            | Pilone             | 25 giugno 1968    | 27   | Natal Sharks     |
| Cobus Visagie            | Pilone             | 31 ottobre 1973   | 6    | Western Province |
| Krynauw Otto             | Seconda linea      | 8 ottobre 1971    | 28   | Blue Bulls       |
| Albert van den Berg      | Seconda linea      | 26 gennaio 1974   | 4    | Griquas          |
| Fritz van Heerden        | Seconda linea      | 29 giugno 1970    | 13   | Western Province |
| Mark Andrews             | Seconda linea      | 21 febbraio 1972  | 56   | Natal Sharks     |
| Rassie Erasmus           | Terza linea ala    | 5 novembre 1972   | 23   | Lions            |
| André Venter             | Terza linea ala    | 14 novembre 1970  | 39   | Western Province |
| André Vos                | Terza linea ala    | 9 gennaio 1975    | 5    | Lions            |
| Bobby Skinstad           | Terza linea ala    | 3 luglio 1976     | 10   | Western Province |
| Ruben Kruger             | Terza linea ala    | 30 marzo 1970     | 34   | Blue Bulls       |
| Anton Leonard            | Terza linea centro | 31 maggio 1974    | 1    | SWD Eagles       |
| Joost van der Westhuizen | Mediano di mischia | 20 febbraio 1971  | 52   | Blue Bulls       |
| Werner Swanepoel         | Mediano di mischia | 15 aprile 1973    | 13   | Lions            |
| Henry Honiball           | Mediano d'apertura | 1 dicembre 1965   | 33   | Natal Sharks     |
| Jannie de Beer           | Mediano d'apertura | 22 aprile 1971    | 8    | Cheetahs         |
| Wayne Julies             | Tre quarti centro  | 23 ottobre 1978   | 0    | Boland Cavaliers |
| Robbie Fleck             | Tre quarti centro  | 17 luglio 1975    | 6    | Western Province |
| Pieter Muller            | Tre quarti centro  | 5 maggio 1969     | 29   | Natal Sharks     |
| Kaya Malotana            | Tre quarti centro  | 30 maggio 1976    | 0    | Border Bulldogs  |
| Brendan Venter           | Tre quarti centro  | 29 dicembre 1969  | 15   | Cheetahs         |
| Breyton Paulse           | Tre quarti ala     | 25 aprile 1976    | 5    | Western Province |
| Pieter Rossouw           | Tre quarti ala     | 3 dicembre 1971   | 29   | Western Province |
| Deon Kayser              | Tre quarti ala     | 3 luglio 1970     | 4    | E.P. Elephants   |
| Percy Montgomery         | Estremo            | 15 marzo 1974     | 29   | Western Province |
| Stefan Terblanche        | Estremo            | 2 luglio 1975     | 17   | Natal Sharks     |

### Spagna
C.T.:  Alfonso Feijoo
| Giocatore              | Posizione          | Data di nascita   | Caps | Club/provincia            |
| ---------------------- | ------------------ | ----------------- | ---- | ------------------------- |
| Fernando de la Calle   | Tallonatore        | 8 agosto 1970     | 37   | Valladolid                |
| Diego Zarzosa          | Tallonatore        | 25 dicembre 1975  | 9    | El Salvador               |
| Jordi Camps            | Pilone             | 5 maggio 1973     | 25   | Santboiana                |
| José Ignacio Zapatero  | Pilone             | 25 novembre 1971  | 14   | El Salvador               |
| Víctor Torres          | Pilone             | 31 gennaio 1967   | 11   | Santboiana                |
| Luis Javier Martínez   | Pilone             | 12 luglio 1971    | 6    | Oviedo Rugby              |
| José Miguel Villaú     | Seconda linea      | 30 ottobre 1971   | 31   | Mont-de-Marsan            |
| Steve Tuineau Iloa     | Seconda linea      | 20 settembre 1969 | 11   | Santboiana                |
| Sergio Souto           | Seconda linea      | 4 novembre 1976   | 3    | Oviedo Rugby              |
| Alberto Malo           | Terza linea ala    | 3 aprile 1964     | 57   | Santboiana                |
| Carlos Souto           | Terza linea ala    | 4 novembre 1976   | 14   | Oviedo Rugby              |
| Oscar Astarloa         | Terza linea ala    | 6 settembre 1974  | 9    | Bayonne                   |
| José Díaz              | Terza linea ala    | 31 marzo 1963     | 7    | Castres                   |
| Agustín Malet          | Terza linea centro | 7 luglio 1967     | 5    | CD Universidad de Sevilla |
| Alfonso Mata           | Terza linea centro | 14 marzo 1976     | 4    | El Salvador               |
| Aratz Gallastegui      | Mediano di mischia | 4 settembre 1976  | 11   | Getxo                     |
| Jaime Alonso-Lasheras  | Mediano di mischia | 29 aprile 1973    | 4    | El Salvador               |
| Andrei Kovalenco       | Mediano d'apertura | 12 luglio 1971    | 9    | CRC Pozuelo               |
| Aitor Etxeberría       | Mediano d'apertura | 21 febbraio 1976  | 8    | Oviedo Rugby              |
| Álvar Enciso           | Tre quarti centro  | 27 febbraio 1974  | 31   | El Salvador               |
| Fernando Díez          | Tre quarti centro  | 23 settembre 1974 | 11   | CR Liceo Francés          |
| Alberto Socías         | Tre quarti centro  | 16 maggio 1973    | 9    | Valencia                  |
| Sébastien Loubsens     | Tre quarti centro  | 15 febbraio 1973  | 3    | Bordeaux-Begles           |
| Raphaël Bastide        | Tre quarti ala     | 24 novembre 1977  | 10   | Colomiers                 |
| Oriol Ripol            | Tre quarti ala     | 6 settembre 1975  | 7    | Santboiana                |
| Antonio Socías         | Tre quarti ala     | 12 luglio 1970    | 6    | Valencia                  |
| José Ignacio Inchausti | Tre quarti ala     | 1 gennaio 1973    | 2    | Alcobendas                |
| Miguel Ángel Frechilla | Tre quarti ala     | 1 febbraio 1974   | 6    | Valladolid                |
| Ferran Velazco Querol  | Estremo            | 23 giugno 1976    | 15   | Santboiana                |
| Francisco Puertas Soto | Estremo            | 8 settembre 1963  | 57   | Saint-Jean-de-Luz         |

### Uruguay
C.T.:  Daniel Herrera
| Giocatore               | Posizione          | Data di nascita   | Caps | Club/provincia  |
| ----------------------- | ------------------ | ----------------- | ---- | --------------- |
| Francisco de los Santos | Tallonatore        | 7 maggio 1970     | 23   | Carrasco        |
| Diego Lamelas           | Tallonatore        | 14 novembre 1972  | 17   | Alumni          |
| Guillermo Storace       | Pilone             | 20 marzo 1974     | 15   | Old Christians  |
| Eduardo Berruti         | Pilone             | 15 marzo 1968     | 19   | Old Christians  |
| Rodrigo Sánchez         | Pilone             | 25 ottobre 1976   | 16   | Carrasco        |
| Pablo Lemoine           | Pilone             | 1 marzo 1975      | 18   | Bristol         |
| Juan Alzueta            | Seconda linea      | 9 settembre 1975  | 4    | Carrasco        |
| Agustín Ponce de León   | Seconda linea      | 26 agosto 1964    | 15   | Carrasco        |
| Mario Lamé              | Seconda linea      | 30 gennaio 1966   | 41   | Carrasco        |
| Juan Carlos Bado        | Seconda linea      | 29 dicembre 1973  | 32   | Old Boys Club   |
| Leonardo de Oliveira    | Seconda linea      | 21 novembre 1975  | 6    | Carrasco        |
| Nicolás Grillé          | Terza linea ala    | 7 maggio 1970     | 12   | Trébol Paysandu |
| Nicolas Brignoni        | Terza linea ala    | 3 settembre 1976  | 11   | Montevideo CC   |
| Martín Panizza          | Terza linea ala    | 24 luglio 1970    | 39   | Carrasco        |
| Diego Ormaechea         | Terza linea centro | 19 settembre 1959 | 54   | Carrasco        |
| Guillermo Laffitte      | Terza linea centro | 19 maggio 1977    | 5    | Carrasco        |
| Fernando Sosa Díaz      | Mediano di mischia | 12 settembre 1971 | 6    | Carrasco        |
| Federico Sciarra        | Mediano di mischia | 14 febbraio 1966  | 39   | Carrasco        |
| Diego Aguirre           | Mediano d'apertura | 23 settembre 1974 | 28   | Carrasco        |
| Sebastián Aguirre       | Mediano d'apertura | 15 luglio 1976    | 10   | Carrasco        |
| Martín Mendaro          | Tre quarti centro  | 1 agosto 1973     | 28   | Carrasco        |
| Pedro Vecino            | Tre quarti centro  | 8 marzo 1970      | 35   | Carrasco        |
| Fernando Paullier       | Tre quarti centro  | 27 ottobre 1967   | 22   | Old Christians  |
| Martín Cerviño          | Tre quarti ala     | 22 aprile 1979    | 3    | Old Christians  |
| Pablo Costábile         | Tre quarti ala     | 24 aprile 1969    | 21   | Carrasco        |
| Juan Menchaca           | Tre quarti ala     | 23 luglio 1977    | 2    | Carrasco        |
| Martín Ferrés           | Tre quarti ala     | 15 gennaio 1971   | 24   | Carrasco        |
| Juan Martín Marqués     | Tre quarti ala     | 8 giugno 1974     | 1    | Carrasco        |
| José Viana              | Tre quarti ala     | 2 settembre 1977  | 5    | Old Boys Club   |
| Alfonso Cardoso         | Estremo            | 27 dicembre 1971  | 20   | Old Boys Club   |

## Girone B

### Inghilterra
C.T.:  Clive Woodward
| Giocatore          | Posizione          | Data di nascita   | Caps | Club/provincia |
| ------------------ | ------------------ | ----------------- | ---- | -------------- |
| Richard Cockerill  | Tallonatore        | 16 dicembre 1970  | 23   | Leicester      |
| Neil McCarthy      | Tallonatore        | 29 novembre 1974  | 2    | Gloucester     |
| Phil Greening      | Tallonatore        | 3 ottobre 1975    | 8    | Sale Sharks    |
| Jason Leonard      | Pilone             | 14 agosto 1968    | 76   | Harlequins     |
| Graham Rowntree    | Pilone             | 18 aprile 1971    | 23   | Leicester      |
| Victor Ubogu       | Pilone             | 8 settembre 1964  | 24   | Bath           |
| Phil Vickery       | Pilone             | 14 marzo 1976     | 7    | Gloucester     |
| Darren Garforth    | Pilone             | 9 aprile 1966     | 21   | Leicester      |
| Martin Johnson     | Seconda linea      | 9 marzo 1970      | 48   | Leicester      |
| Danny Grewcock     | Seconda linea      | 7 novembre 1972   | 12   | Saracens       |
| Garath Archer      | Seconda linea      | 15 dicembre 1974  | 14   | Bristol        |
| Richard Hill       | Terza linea ala    | 23 maggio 1973    | 22   | Saracens       |
| Neil Back          | Terza linea ala    | 16 gennaio 1969   | 23   | Leicester      |
| Tim Rodber         | Terza linea ala    | 2 luglio 1969     | 42   | Northampton    |
| Lawrence Dallaglio | Terza linea centro | 10 agosto 1972    | 28   | Wasps          |
| Martin Corry       | Terza linea centro | 12 ottobre 1973   | 8    | Leicester      |
| Joe Worsley        | Terza linea centro | 14 giugno 1977    | 0    | Wasps          |
| Matt Dawson        | Mediano di mischia | 31 ottobre 1972   | 24   | Northampton    |
| Kyran Bracken      | Mediano di mischia | 22 novembre 1971  | 23   | Bristol        |
| Martyn Wood        | Mediano di mischia | 25 aprile 1977    | 0    | Wasps          |
| Paul Grayson       | Mediano d'apertura | 30 maggio 1971    | 19   | Northampton    |
| Jonny Wilkinson    | Mediano d'apertura | 25 maggio 1979    | 10   | Newcastle      |
| Phil de Glanville  | Tre quarti centro  | 1 ottobre 1968    | 34   | Bath           |
| Will Greenwood     | Tre quarti centro  | 20 ottobre 1972   | 11   | Leicester      |
| Jeremy Guscott     | Tre quarti centro  | 7 luglio 1965     | 62   | Bath           |
| Austin Healey      | Tre quarti ala     | 26 ottobre 1973   | 20   | Leicester      |
| Leon Lloyd         | Tre quarti ala     | 22 settembre 1977 | 0    | Leicester      |
| Dan Luger          | Tre quarti ala     | 11 gennaio 1975   | 10   | Saracens       |
| David Rees         | Tre quarti ala     | 15 ottobre 1974   | 11   | Bristol        |
| Mike Catt          | Estremo            | 17 settembre 1971 | 36   | Bath           |
| Nick Beal          | Estremo            | 2 dicembre 1970   | 11   | Northampton    |
| Matt Perry         | Estremo            | 27 gennaio 1977   | 20   | Bath           |

### Italia
C.T.:  Massimo Mascioletti
| Giocatore             | Posizione          | Data di nascita  | Caps | Club/provincia  |
| --------------------- | ------------------ | ---------------- | ---- | --------------- |
| Stefano Saviozzi      | Tallonatore        | 4 marzo 1975     | 9    | Benetton        |
| Alessandro Moscardi   | Tallonatore        | 26 marzo 1969    | 14   | Benetton        |
| Andrea Moretti        | Tallonatore        | 13 novembre 1972 | 4    | Petrarca        |
| Andrea Lo Cicero      | Pilone             | 7 luglio 1976    | 0    | Rovigo          |
| Alejandro Moreno      | Pilone             | 21 aprile 1973   | 0    | Agen            |
| Franco Properzi       | Pilone             | 4 novembre 1965  | 48   | Benetton        |
| Andrea Castellani     | Pilone             | 15 maggio 1972   | 18   | Rugby Roma      |
| Giampiero de Carli    | Pilone             | 17 marzo 1970    | 13   | Stade français  |
| Federico Pucciariello | Pilone             | 24 giugno 1975   | 2    | Parma           |
| Laurent Travini       | Seconda linea      | 24 novembre 1972 | 4    | Dax             |
| Carlo Checchinato     | Seconda linea      | 30 agosto 1970   | 48   | Benetton        |
| Walter Cristofoletto  | Seconda linea      | 2 giugno 1964    | 27   | Benetton        |
| Mark Giacheri         | Seconda linea      | 1 febbraio 1969  | 29   | West Hartlepool |
| Carlo Caione          | Terza linea ala    | 18 febbraio 1973 | 14   | Rugby Roma      |
| Mauro Bergamasco      | Terza linea ala    | 1 maggio 1979    | 3    | Petrarca        |
| Massimo Giovanelli    | Terza linea ala    | 1 marzo 1967     | 56   | Rovigo          |
| Orazio Arancio        | Terza linea ala    | 15 novembre 1967 | 32   | Benetton        |
| Andrea De Rossi       | Terza linea centro | 7 agosto 1972    | 2    | Livorno         |
| Alessandro Troncon    | Mediano di mischia | 6 settembre 1973 | 43   | Benetton        |
| Giampiero Mazzi       | Mediano di mischia | 14 ottobre 1974  | 5    | Rugby Roma      |
| Diego Domínguez       | Mediano d'apertura | 25 aprile 1966   | 53   | Stade français  |
| Francesco Mazzariol   | Mediano d'apertura | 1 marzo 1975     | 14   | Benetton        |
| Paolo Vaccari         | Tre quarti centro  | 17 gennaio 1971  | 51   | Calvisano       |
| Luca Martin           | Tre quarti centro  | 25 novembre 1973 | 16   | Bordeaux Bègles |
| Cristian Stoica       | Tre quarti centro  | 1 agosto 1976    | 17   | Narbonne        |
| Sandro Ceppolino      | Tre quarti centro  | 9 agosto 1974    | 3    | Piacenza        |
| Nicola Mazzucato      | Tre quarti ala     | 27 ottobre 1975  | 5    | Benetton        |
| Fabio Roselli         | Tre quarti ala     | 13 aprile 1971   | 15   | Rugby Roma      |
| Nick Zisti            | Tre quarti ala     | 2 agosto 1972    | 0    | Rugby Roma      |
| Matt Pini             | Estremo            | 21 marzo 1969    | 5    | Rugby Roma      |

### Nuova Zelanda
C.T.:  John Hart
| Giocatore        | Posizione          | Data di nascita   | Caps | Club/provincia            |
| ---------------- | ------------------ | ----------------- | ---- | ------------------------- |
| Anton Oliver     | Tallonatore        | 9 settembre 1975  | 14   | Highlanders / Otago       |
| Mark Hammett     | Tallonatore        | 13 luglio 1972    | 2    | Crusaders / Canterbury    |
| Craig Dowd       | Pilone             | 26 ottobre 1969   | 48   | Blues / Auckland          |
| Greg Feek        | Pilone             | 20 luglio 1975    | 3    | Crusaders / Canterbury    |
| Kees Meeuws      | Pilone             | 26 luglio 1974    | 7    | Highlanders / Otago       |
| Carl Hoeft       | Pilone             | 13 novembre 1974  | 9    | Highlanders / Otago       |
| Robin Brooke     | Seconda linea      | 10 dicembre 1966  | 57   | Blues / Auckland          |
| Ian Jones        | Seconda linea      | 17 aprile 1967    | 77   | Chiefs / North Harbour    |
| Norm Maxwell     | Seconda linea      | 5 marzo 1976      | 6    | Crusaders / Canterbury    |
| Royce Willis     | Seconda linea      | 28 agosto 1975    | 6    | Blues / Bay of Plenty     |
| Andrew Blowers   | Terza linea ala    | 27 marzo 1975     | 10   | Blues / Auckland          |
| Josh Kronfeld    | Terza linea ala    | 20 giugno 1971    | 42   | Highlanders / Otago       |
| Dylan Mika       | Terza linea ala    | 17 aprile 1972    | 5    | Blues / Auckland          |
| Scott Robertson  | Terza linea ala    | 20 ottobre 1975   | 3    | Crusaders / Canterbury    |
| Reuben Thorne    | Terza linea ala    | 2 gennaio 1975    | 1    | Crusaders / Canterbury    |
| Taine Randell    | Terza linea centro | 5 novembre 1974   | 25   | Highlanders / Otago       |
| Byron Kelleher   | Mediano di mischia | 23 settembre 1976 | 3    | Highlanders / Otago       |
| Justin Marshall  | Mediano di mischia | 5 agosto 1973     | 34   | Crusaders / Canterbury    |
| Rhys Duggan      | Mediano di mischia | 31 luglio 1972    | 0    | Chiefs / Waikato          |
| Andrew Mehrtens  | Mediano d'apertura | 28 aprile 1973    | 34   | Crusaders / Canterbury    |
| Tony Brown       | Mediano d'apertura | 17 gennaio 1975   | 5    | Highlanders               |
| Carlos Spencer   | Mediano d'apertura | 14 ottobre 1975   | 12   | Blues / Auckland          |
| Alama Ieremia    | Tre quarti centro  | 27 ottobre 1970   | 19   | Hurricanes / Wellington   |
| Christian Cullen | Tre quarti centro  | 12 febbraio 1976  | 35   | Hurricanes / Wellington   |
| Tana Umaga       | Tre quarti centro  | 27 maggio 1973    | 12   | Hurricanes / Wellington   |
| Jonah Lomu       | Tre quarti ala     | 12 maggio 1975    | 32   | Chiefs / Counties Manukau |
| Jeff Wilson (vc) | Tre quarti ala     | 24 ottobre 1973   | 48   | Highlanders / Otago       |
| Pita Alatini     | Tre quarti ala     | 11 aprile 1976    | 1    | Highlanders / Otago       |
| Daryl Gibson     | Tre quarti ala     | 2 marzo 1975      | 6    | Crusaders / Canterbury    |
| Glen Osborne     | Estremo            | 27 agosto 1971    | 18   | Chiefs / North Harbour    |

### Tonga
C.T.:  Polutele Tuʻihalamaka
| Giocatore             | Posizione          | Data di nascita   | Caps | Club/provincia    |
| --------------------- | ------------------ | ----------------- | ---- | ----------------- |
| Fe'ao Vunipola        | Tallonatore        | 6 gennaio 1969    | 28   | Pontypridd        |
| Latiume Maka          | Tallonatore        | 11 febbraio 1970  | 6    | Pontypridd        |
| Ta'u Fainga'anuku     | Pilone             | 14 luglio 1972    | 1    | Pontypridd        |
| Puke Faletau          | Pilone             | 3 ottobre 1968    | 9    | Tonga Police      |
| Damien Penisini       | Pilone             | 1 marzo 1971      | 9    | Pontypridd        |
| Ngalu Taufo'ou        | Pilone             | 15 gennaio 1969   | 17   | Pontypridd        |
| Tevita Taumoepeau     | Pilone             | 16 maggio 1974    | 4    | Auckland          |
| Kuli Faletau          | Seconda linea      | 30 dicembre 1963  | 20   | Ebbw Vale         |
| Isi Fatani            | Seconda linea      | 6 gennaio 1969    | 16   | Toa-ko-Ma'afu     |
| Benhur Kivalu         | Seconda linea      | 2 settembre 1972  | 9    | Kintetsu Liners   |
| Falamani Mafi         | Seconda linea      | 6 marzo 1971      | 19   | Yokogawa          |
| David Edwards         | Terza linea ala    | 17 dicembre 1970  | 7    | Auckland          |
| Sonatane Koloi        | Terza linea ala    | 2 luglio 1972     | 8    | Toa-ko-Ma'afu     |
| Matt Te Pou           | Terza linea ala    | 27 agosto 1973    | 8    | Falcons           |
| Katilimoni Tu'ipulotu | Terza linea ala    | 5 dicembre 1967   | 11   | Toa-ko-Ma'afu     |
| Va'a Toloke           | Terza linea centro | 24 agosto 1974    | 11   | Kubota Spears     |
| Sililo Martens        | Mediano di mischia | 27 aprile 1977    | 12   | Worcester         |
| Sione Tu'ipulotu      | Mediano di mischia | 28 novembre 1976  | 5    | Toloa             |
| Elisi Vunipola        | Mediano d'apertura | 5 giugno 1972     | 24   | Wild Knights      |
| Brian Wooley          | Mediano d'apertura | 18 giugno 1974    | 8    | Wellington        |
| Semisi Faka'osifolau  | Terza linea centro | 30 aprile 1976    | 12   | Toa-ko-Ma'afu     |
| Salesi Finau          | Terza linea centro | 5 maggio 1973     | 6    | Llanelli          |
| Epeli Taione          | Terza linea centro | 2 marzo 1979      | 0    | Fasi Ma'ufanga    |
| Etu Manu              | Terza linea centro | 9 settembre 1969  | 6    | North Harbour     |
| Siua Taumalolo        | Terza linea centro | 8 luglio 1976     | 14   | Ebbw Vale         |
| Dave Tiueti           | Terza linea centro | 6 giugno 1973     | 10   | Neath             |
| Taunaholo Taufahema   | Tre quarti ala     | 23 dicembre 1969  | 5    | World Corporation |
| Semi Taupeaafe        | Tre quarti ala     | 29 luglio 1972    | 8    | Wild Knights      |
| Fepikou Tatafu        | Tre quarti ala     | 2 marzo 1975      | 16   | Fasi Ma'ufanga    |
| Isi Tapueluelu        | Estremo            | 29 settembre 1970 | 10   | Tonga Police      |
| Sateki Tu'ipulotu     | Estremo            | 3 luglio 1971     | 13   | Leeds Tykes       |

## Girone C

### Figi
C.T.:  Brad Johnstone
| Giocatore            | Posizione          | Data di nascita   | Caps | Club/provincia    |
| -------------------- | ------------------ | ----------------- | ---- | ----------------- |
| Greg Smith           | Tallonatore        | 14 luglio 1974    | 19   | Waikato           |
| Isaia Rasila         | Tallonatore        | 29 aprile 1969    | 9    | Nadroga           |
| Daniel Rouse         | Pilone             | 1 maggio 1972     | 24   | Nadi              |
| Epeli Naituivau      | Pilone             | 22 maggio 1962    | 20   | Suva              |
| Joeli Veitayaki      | Pilone             | 12 gennaio 1967   | 30   | North Harbour     |
| Niko Qoro            | Pilone             | 9 settembre 1969  | 10   | Lautoka           |
| Emori Katalau        | Seconda linea      | 9 aprile 1967     | 27   | Dunvant           |
| Simon Raiwalui       | Seconda linea      | 8 settembre 1974  | 18   | Newport           |
| Apenisa Naevo        | Seconda linea      | 24 febbraio 1973  | 18   | Counties Manukau  |
| Ifereimi Tawake      | Seconda linea      | 21 settembre 1962 | 44   | Nadroga           |
| Setareki Tawake      | Terza linea ala    | 1 marzo 1969      | 44   | Brisbane Easts    |
| Ilivasi Tabua        | Terza linea ala    | 30 settembre 1964 | 14   | World Corporation |
| Alfie Mocelutu       | Terza linea ala    | 29 luglio 1971    | 20   | Honda Heat        |
| Koli Sewabu          | Terza linea ala    | 15 gennaio 1975   | 8    | Naitasiri         |
| Alifereti Doviverata | Terza linea centro | 14 giugno 1976    | 1    | Suva              |
| Inoke Male           | Terza linea centro | 2 giugno 1965     | 2    | Suva              |
| Jacob Rauluni        | Mediano di mischia | 25 giugno 1972    | 19   | Reds              |
| Mosese Rauluni       | Mediano di mischia | 27 giugno 1975    | 7    | Brisbane          |
| Nicky Little         | Mediano d'apertura | 13 settembre 1976 | 21   | North Harbour     |
| Waisale Serevi       | Mediano d'apertura | 20 maggio 1968    | 25   | Mont-de-Marsan    |
| Lawrence Little      | Terza linea centro | 24 ottobre 1967   | 16   | North Harbour     |
| Tabai Matson         | Terza linea centro | 14 maggio 1973    | 2    | Brive             |
| Meli Nakauta         | Terza linea centro | 13 ottobre 1971   | 6    | Manly             |
| Viliame Satala       | Terza linea centro | 19 luglio 1972    | 8    | Lautoka           |
| Waisake Sotutu       | Terza linea centro | 11 novembre 1970  | 8    | Blue Revs         |
| Fero Lasagavibau     | Tre quarti ala     | 27 maggio 1976    | 15   | Nadroga           |
| Marika Vunibaka      | Tre quarti ala     | 3 ottobre 1970    | 5    | Lomaiviti         |
| Manasa Bari          | Tre quarti ala     | 20 maggio 1974    | 17   | Tavua             |
| Imanueli Tiko        | Tre quarti ala     | 30 settembre 1974 | 7    | Lautoka           |
| Alfred Uluinayau     | Estremo            | 20 febbraio 1970  | 17   | Sungoliath        |

### Namibia
C.T.:  Rudy Joubert
| Giocatore             | Posizione          | Data di nascita   | Caps | Club/provincia    |
| --------------------- | ------------------ | ----------------- | ---- | ----------------- |
| Hugo Horn             | Tallonatore        | 9 maggio 1977     | 6    | Wanderers         |
| Frans Fisch           | Pilone             | 10 aprile 1970    | 1    | Oranjemund        |
| Gerhard Opperman      | Pilone             | 2 luglio 1968     | 2    | Reho Falcons      |
| Mario Jacobs          | Pilone             | 9 luglio 1972     | 2    | Harlequins        |
| Eben Smith            | Pilone             | 30 gennaio 1971   | 4    | Wanderers         |
| Andries Blaauw        | Pilone             | 25 marzo 1970     | 11   | United Rugby Club |
| Heino Senekal         | Seconda linea      | 20 ottobre 1975   | 4    | Wanderers         |
| Eben Isaacs           | Seconda linea      | 16 luglio 1970    | 4    | Reho Falcons      |
| Pieter Steyn          | Seconda linea      | 28 1973           | 10   | Transnamib        |
| Duimpie Theron        | Seconda linea      | 7 maggio 1979     | 3    | United Rugby Club |
| Sybrand de Beer       | Terza linea ala    | 2 maggio 1975     | 8    | United Rugby Club |
| Herman Lintvelt       | Terza linea ala    | 6 settembre 1976  | 1    | United Rugby Club |
| Mathys van Rooyen     | Terza linea ala    | 25 dicembre 1971  | 7    | Mariental         |
| Jaco Olivier          | Terza linea ala    | 5 February 1975   | 1    | Harlequins        |
| Schalk van der Merwe  | Terza linea ala    | 30 August 1974    | 6    | Harlequins        |
| Quinn Hough           | Terza linea centro | 29 settembre 1972 | 10   | Wanderers         |
| Sean Furter           | Terza linea centro | 9 gennaio 1977    | 1    | United Rugby Club |
| Ronaldo Pedro         | Mediano di mischia | 22 agosto 1972    | 1    | Reho Falcons      |
| Riaan Jantjies        | Mediano di mischia | 23 giugno 1965    | 11   | Harlequins        |
| Johan Zaayman         | Mediano d'apertura | 24 settembre 1973 | 9    | Wanderers         |
| Rudie van Vuuren      | Mediano d'apertura | 20 settembre 1972 | 6    | Wanderers         |
| Sarel van Rensburg    | Terza linea centro | 4 marzo 1977      | 5    | United Rugby Club |
| Lukas Holtzhausen     | Terza linea centro | 7 novembre 1973   | 8    | Redruth           |
| Cliff Loubser         | Terza linea centro | 15 maggio 1973    | 0    | Reho Falcons      |
| Francois van Rensburg | Terza linea centro | 23 febbraio 1974  | 7    | Harlequins        |
| Deon Mouton           | Tre quarti ala     | 20 novembre 1974  | 1    | Kudus             |
| Derek Farmer          | Tre quarti ala     | 17 giugno 1974    | 8    | Reho Falcons      |
| Arthur Samuelson      | Tre quarti ala     | 6 febbraio 1974   | 13   | Wanderers         |
| Lean van Dyk          | Estremo            | 5 giugno 1976     | 5    | Wanderers         |
| Glovin van Wyk        | Estremo            | 26 novembre 1973  | 1    | Unam              |

### Francia
C.T.:  Jean-Claude Skrela
| Giocatore              | Posizione          | Data di nascita   | Caps | Club/provincia   |
| ---------------------- | ------------------ | ----------------- | ---- | ---------------- |
| Marc Dal Maso          | Tallonatore        | 14 febbraio 1967  | 24   | Colomiers        |
| Raphaël Ibañez         | Tallonatore        | 17 febbraio 1973  | 24   | Perpignano       |
| Christian Califano     | Pilone             | 16 maggio 1972    | 47   | Tolosa           |
| Pieter de Villiers     | Pilone             | 3 luglio 1972     | 1    | Stade français   |
| Cédric Soulette        | Pilone             | 30 maggio 1972    | 8    | Tolosa           |
| Franck Tournaire       | Pilone             | 4 dicembre 1972   | 37   | Tolosa           |
| David Auradou          | Seconda linea      | 13 novembre 1973  | 6    | Stade français   |
| Abdelatif Benazzi      | Seconda linea      | 20 agosto 1968    | 64   | Agen             |
| Olivier Brouzet        | Seconda linea      | 22 novembre 1972  | 33   | Bègles           |
| Fabien Pelous          | Seconda linea      | 7 dicembre 1973   | 43   | Tolosa           |
| Arnaud Costes          | Terza linea ala    | 16 giugno 1973    | 7    | Clermont         |
| Marc Lièvremont        | Terza linea ala    | 28 ottobre 1968   | 19   | Stade français   |
| Olivier Magne          | Terza linea ala    | 11 aprile 1973    | 23   | Clermont         |
| Lionel Mallier         | Terza linea ala    | 6 marzo 1974      | 2    | Brive            |
| Christophe Juillet     | Terza linea centro | 20 marzo 1969     | 6    | Stade français   |
| Thomas Lièvremont      | Terza linea centro | 6 novembre 1973   | 14   | Perpignano       |
| Stéphane Castaignède   | Mediano di mischia | 30 settembre 1969 | 1    | Mont-de-Marsan   |
| Fabien Galthié         | Mediano di mischia | 20 marzo 1969     | 27   | Colomiers        |
| Thomas Castaignède     | Mediano d'apertura | 21 gennaio 1975   | 30   | Castres          |
| Christophe Lamaison    | Mediano d'apertura | 8 aprile 1971     | 23   | Brive            |
| Cédric Desbrosse       | Terza linea centro | 9 novembre 1971   | 0    | Tolosa           |
| Richard Dourthe        | Terza linea centro | 13 dicembre 1974  | 16   | Dax              |
| Stéphane Glas          | Terza linea centro | 12 novembre 1973  | 27   | Bourgoin-Jallieu |
| Philippe Bernat-Salles | Tre quarti ala     | 17 febbraio 1970  | 27   | Biarritz         |
| Christophe Dominici    | Tre quarti ala     | 20 maggio 1972    | 9    | Stade français   |
| Jimmy Marlu            | Tre quarti ala     | 25 maggio 1977    | 1    | Clermont         |
| Émile Ntamack          | Tre quarti ala     | 25 giugno 1970    | 35   | Tolosa           |
| Ugo Mola               | Estremo            | 13 maggio 1974    | 6    | Castres          |
| Olivier Sarramea       | Estremo            | 20 ottobre 1975   | 4    | Castres          |

### Canada
C.T.: / Patrick Parfrey
| Giocatore       | Posizione          | Data di nascita             | Caps | Club/provincia        |
| --------------- | ------------------ | --------------------------- | ---- | --------------------- |
| Mark Cardinal   | Tallonatore        | 5 maggio 1961               | 33   | James Bay AA          |
| Pat Dunkley     | Tallonatore        | 18 settembre 1972           | 13   | James Bay AA          |
| Richard Bice    | Pilone             | 1 marzo 1968                | 21   | Vancouver Rowing Club |
| Duane Major     | Pilone             | 15 febbraio 1972            | 1    | Burnside              |
| David Penney    | Pilone             | 4 giugno 1970               | 7    | Henley Hawks          |
| Rod Snow        | Pilone             | 1 maggio 1970               | 26   | Newport               |
| Jon Thiel       | Pilone             | 31 maggio 1975              | 11   | James Bay AA          |
| Al Charron (vc) | Seconda linea      | 27 luglio 1966              | 51   | Bristol               |
| Mike James      | Seconda linea      | 21 luglio 1973              | 31   | Perpignano            |
| Brian McCarthy  | Seconda linea      | 15 settembre 1969           | 5    | James Bay AA          |
| John Tait       | Seconda linea      | 14 agosto 1973              | 18   | Cardiff Rugby         |
| Chris Whittaker | Seconda linea      | 12 settembre 1971           | 16   | James Bay AA          |
| Dan Baugh       | Terza linea ala    | 10 September 1974 (aged 25) | 14   | Cardiff Rugby         |
| John Hutchinson | Terza linea ala    | 24 aprile 1969              | 43   | Sungoliath            |
| Rob Robson      | Terza linea ala    | 16 dicembre 1967            | 3    | James Bay AA          |
| Ryan Banks      | Terza linea ala    | 2 febbraio 1972             | 7    | Bedford               |
| Mike Schmid     | Terza linea centro | 28 novembre 1969            | 17   | Rotherham             |
| John Graf       | Mediano di mischia | 3 dicembre 1968             | 52   | UBC Old Boys Ravens   |
| Morgan Williams | Mediano di mischia | 17 aprile 1976              | 3    | Cole Harbour          |
| Bobby Ross      | Mediano d'apertura | 29 agosto 1969              | 36   | James Bay AA          |
| Scott Bryan     | Terza linea centro | 10 giugno 1969              | 18   | Balmy Beach RFC       |
| Kyle Nichols    | Terza linea centro | 3 febbraio 1975             | 11   | Newport               |
| David Lougheed  | Terza linea centro | 11 aprile 1968              | 29   | Leicester             |
| Jeremy Cordle   | Tre quarti ala     | 24 ottobre 1972             | 5    | Castaway Wanderers    |
| Julian Loveday  | Tre quarti ala     | 26 marzo 1963               | 10   | London Irish          |
| Courtney Smith  | Tre quarti ala     | 14 aprile 1971              | 20   | Meraloma              |
| Joe Pagano      | Tre quarti ala     | 28 maggio 1972              | 9    | York Yeomen RFC       |
| Winston Stanley | Tre quarti ala     | 14 luglio 1974              | 34   | James Bay AA          |
| Gareth Rees     | Estremo            | 30 giugno 1967              | 52   | Harlequins            |
| Scott Stewart   | Estremo            | 16 gennaio 1969             | 50   | Bedford               |

## Girone D

### Galles
C.T.:  Graham Henry
| Giocatore          | Posizione          | Data di nascita   | Caps | Club/provincia |
| ------------------ | ------------------ | ----------------- | ---- | -------------- |
| Garin Jenkins      | Tallonatore        | 18 agosto 1966    | 46   | Swansea        |
| Jonathan Humphreys | Tallonatore        | 27 febbraio 1969  | 32   | Cardiff Rugby  |
| Peter Rogers       | Pilone             | 20 gennaio 1969   | 8    | Newport        |
| Andrew Lewis       | Pilone             | 13 giugno 1973    | 19   | Cardiff Rugby  |
| Dai Young          | Pilone             | 26 luglio 1967    | 35   | Cardiff Rugby  |
| Ben Evans          | Pilone             | 31 luglio 1975    | 7    | Swansea        |
| Chris Wyatt        | Seconda linea      | 10 giugno 1973    | 14   | Scarlets       |
| Craig Quinnell     | Seconda linea      | 9 luglio 1975     | 17   | Cardiff Rugby  |
| Mike Voyle         | Seconda linea      | 3 gennaio 1970    | 19   | Cardiff Rugby  |
| Andy Moore         | Seconda linea      | 25 gennaio 1974   | 8    | Swansea        |
| Gareth Llewellyn   | Seconda linea      | 27 febbraio 1969  | 63   | Harlequins     |
| Colin Charvis      | Terza linea ala    | 27 dicembre 1972  | 23   | Swansea        |
| Geraint Lewis      | Terza linea ala    | 12 gennaio 1974   | 4    | Pontypridd     |
| Brett Sinkinson    | Terza linea ala    | 30 dicembre 1971  | 7    | Neath          |
| Martyn Williams    | Terza linea ala    | 1 settembre 1975  | 11   | Pontypridd     |
| Scott Quinnell     | Terza linea centro | 20 agosto 1972    | 30   | Scarlets       |
| Rob Howley         | Mediano di mischia | 13 ottobre 1970   | 36   | Cardiff Rugby  |
| David Llewellyn    | Mediano di mischia | 29 settembre 1970 | 3    | Newport        |
| Neil Jenkins       | Mediano d'apertura | 8 luglio 1971     | 69   | Cardiff Rugby  |
| Stephen Jones      | Mediano d'apertura | 8 dicembre 1977   | 2    | Scarlets       |
| Shane Howarth      | Mediano d'apertura | 8 luglio 1968     | 12   | Newport        |
| Neil Boobyer       | Terza linea centro | 11 giugno 1972    | 7    | Scarlets       |
| Allan Bateman      | Terza linea centro | 6 marzo 1965      | 20   | Northampton    |
| Scott Gibbs        | Terza linea centro | 23 gennaio 1971   | 41   | Swansea        |
| Mark Taylor        | Terza linea centro | 27 febbraio 1973  | 16   | Swansea        |
| Leigh Davies       | Terza linea centro | 20 febbraio 1976  | 19   | Cardiff Rugby  |
| Jason Jones-Hughes | Tre quarti ala     | 13 settembre 1976 | 0    | Waratahs       |
| Nick Walne         | Tre quarti ala     | 18 settembre 1975 | 3    | Pontypridd     |
| Kevin Morgan       | Tre quarti ala     | 23 febbraio 1977  | 8    | Cardiff Rugby  |
| Dafydd James       | Tre quarti ala     | 25 luglio 1975    | 20   | Pontypridd     |
| Gareth Thomas      | Estremo            | 25 luglio 1974    | 36   | Cardiff Rugby  |

### Argentina
C.T.:  Alex Wyllie e  Héctor Mendéz
| Giocatore                      | Posizione          | Data di nascita           | Caps | Club/provincia  |
| ------------------------------ | ------------------ | ------------------------- | ---- | --------------- |
| Agustín Canalda                | Tallonatore        | 18 aprile 1977            | 2    | Club Newman     |
| Mario Ledesma                  | Tallonatore        | 17 maggio 1973            | 19   | Curupaytí       |
| Fernando Díaz Alberdi          | Pilone             | 2 luglio 1972             | 3    | C.U.B.A.        |
| Roberto Diego Grau             | Pilone             | 16 luglio 1970            | 26   | Saracens        |
| Omar Hasan                     | Pilone             | 21 aprile 1971            | 24   | Nat. y Gimnasia |
| Mauricio Reggiardo             | Pilone             | 22 febbraio 1970          | 24   | Castres         |
| Martín Scelzo                  | Pilone             | 5 febbraio 1976           | 13   | Hindú           |
| Alejandro Allub                | Seconda linea      | 1 dicembre 1976           | 18   | JC Córdoba      |
| Carlos Ignacio Fernández Lobbe | Seconda linea      | 20 novembre 1974          | 16   | Liceo Naval     |
| Miguel Ruiz                    | Seconda linea      | 10 gennaio 1975           | 18   | Teqüe           |
| Pedro Sporleder                | Seconda linea      | 2 gennaio 1971            | 64   | Curupaytí       |
| Rolando Martín                 | Terza linea ala    | 23 settembre 1968         | 49   | San Isidro      |
| Lucas Ostiglia                 | Terza linea ala    | 3 maggio 1976             | 4    | Hindú           |
| Santiago Phelan                | Terza linea ala    | 31 marzo 1974             | 12   | CASI            |
| Raúl Pérez                     | Terza linea ala    | 2 luglio 1965             | 21   | Duendes         |
| Gonzalo Longo                  | Terza linea centro | 14 marzo 1974             | 4    | San Isidro      |
| Nicolás Fernández Miranda      | Mediano di mischia | 25 novembre 1972          | 22   | Hindú           |
| Agustín Pichot                 | Mediano di mischia | 22 agosto 1974            | 21   | Bristol         |
| José Cilley                    | Mediano d'apertura | 28 dicembre 1972          | 12   | San Isidro      |
| Gonzalo Quesada                | Mediano d'apertura | 2 maggio 1974             | 17   | Hindú           |
| Lisandro Arbizu                | Terza linea centro | 29 settembre 1971         | 62   | Brive           |
| Felipe Contepomi               | Terza linea centro | 20 agosto 1977            | 7    | Club Newman     |
| Juan Fernández Miranda         | Terza linea centro | 11 novembre 1974          | 5    | Hindú           |
| José Orengo                    | Terza linea centro | 26 aprile 1976            | 12   | Rosario         |
| Eduardo Simone                 | Terza linea centro | 16 October 1974 (aged 24) | 24   | Bristol         |
| Diego Albanese                 | Tre quarti ala     | 17 settembre 1973         | 27   | San Isidro      |
| Octavio Bartolucci             | Tre quarti ala     | 8 marzo 1975              | 9    | Rosario         |
| Gonzalo Camardón               | Tre quarti ala     | 19 dicembre 1970          | 24   | Alumni          |
| Manuel Contepomi               | Estremo            | 20 agosto 1977            | 7    | Club Newman     |
| Ignacio Corleto                | Estremo            | 21 giugno 1978            | 4    | C.U.B.A.        |

### Samoa
C.T.:  Bryan Williams
| Giocatore         | Posizione          | Data di nascita   | Caps | Club/provincia    |
| ----------------- | ------------------ | ----------------- | ---- | ----------------- |
| Trevor Leota      | Tallonatore        | 8 febbraio 1975   | 10   | Wasps             |
| Onehunga Matauiau | Tallonatore        | 9 novembre 1975   | 2    | Waitemata         |
| Kepi Faiva'ai     | Pilone             | 19 aprile 1970    | 29   | Wellington        |
| Robbie Ale        | Pilone             | 4 settembre 1973  | 2    | Taranaki          |
| Polo Asi          | Pilone             | 30 settembre 1974 | 0    | Bay of Plenty     |
| Brendan Reidy     | Pilone             | 13 settembre 1968 | 14   | Saracens          |
| Michael Mika      | Pilone             | 24 luglio 1968    | 10   | Coventry          |
| Lio Falaniko      | Seconda linea      | 17 settembre 1970 | 18   | Hurricanes        |
| Lama Tone         | Seconda linea      | 24 gennaio 1971   | 9    | Counties Manukau  |
| Opeta Palepoi     | Seconda linea      | 2 dicembre 1975   | 7    | Wellington        |
| Junior Paramore   | Terza linea ala    | 18 novembre 1968  | 16   | Gloucester        |
| Sene Ta'ala       | Terza linea ala    | 20 ottobre 1973   | 19   | Wellington        |
| Kalolo Toleafoa   | Terza linea ala    | 26 maggio 1971    | 2    | Marist St. Joseph |
| Craig Glendinning | Terza linea ala    | 12 gennaio 1973   | 7    | Northland         |
| Semo Sititi       | Terza linea centro | 6 marzo 1974      | 2    | Marist St. Joseph |
| Isaac Fe'aunati   | Terza linea centro | 23 luglio 1973    | 4    | London Irish      |
| Pat Lam           | Terza linea centro | 29 settembre 1968 | 31   | Northampton       |
| Steven So'oialo   | Mediano di mischia | 11 maggio 1977    | 7    | Orrell            |
| John Clarke       | Mediano di mischia | 31 maggio 1975    | 6    | Wellington        |
| Fa'atonu Fili     | Mediano d'apertura | 31 agosto 1981    | 0    | Wellington        |
| Stephen Bachop    | Mediano d'apertura | 2 aprile 1966     | 33   | London Irish      |
| Tanner Vili       | Mediano d'apertura | 13 maggio 1976    | 3    | Counties Manukau  |
| George Leaupepe   | Terza linea centro | 2 aprile 1975     | 23   | Counties Manukau  |
| Va'aiga Tuigamala | Terza linea centro | 4 settembre 1969  | 10   | Newcastle         |
| To'o Vaega        | Terza linea centro | 17 agosto 1965    | 44   | Highlanders       |
| Terry Fanolua     | Terza linea centro | 3 luglio 1974     | 6    | Gloucester        |
| Silao Leaega      | Tre quarti ala     | 24 luglio 1973    | 3    | North Harbour     |
| Brian Lima        | Tre quarti ala     | 25 gennaio 1972   | 34   | Blues             |
| Afato So'oalo     | Tre quarti ala     | 5 gennaio 1974    | 9    | Crusaders         |
| Filipo Toala      | Tre quarti ala     | 18 agosto 1976    | 3    | Taranaki          |
| Mike Umaga        | Estremo            | 19 febbraio 1966  | 13   | Rotherham         |
| Earl Va'a         | Estremo            | 1 maggio 1972     | 6    | L’Aquila          |

### Giappone
C.T.:  Seiji Hirao
| Giocatore           | Posizione          | Data di nascita   | Caps | Club/provincia         |
| ------------------- | ------------------ | ----------------- | ---- | ---------------------- |
| Toshikazu Nakamichi | Tallonatore        | 16 luglio 1971    | 11   | Kōbe Steelers          |
| Masahiro Kunda      | Tallonatore        | 29 settembre 1966 | 45   | Brave Lupus            |
| Kohei Oguchi        | Pilone             | 6 ottobre 1968    | 4    | Black Rams             |
| Shin Hasegawa       | Pilone             | 31 marzo 1972     | 17   | Sungoliath             |
| Masaaki Sakata      | Pilone             | 25 novembre 1972  | 12   | Sungoliath             |
| Naoto Nakamura      | Pilone             | 18 gennaio 1969   | 17   | Sungoliath             |
| Naoya Okubo         | Seconda linea      | 27 settembre 1975 | 5    | Sungoliath             |
| Yoshihiko Sakuraba  | Seconda linea      | 22 settembre 1966 | 41   | Kamaishi Seawaves      |
| Hiroyuki Tanuma     | Seconda linea      | 24 maggio 1973    | 22   | Black Rams             |
| Yasunori Watanabe   | Seconda linea      | 2 luglio 1974     | 14   | Brave Lupus            |
| Greg Smith          | Terza linea ala    | 16 luglio 1968    | 14   | Toyota Verblitz        |
| Ryuji Ishi          | Terza linea ala    | 13 marzo 1970     | 1    | Toyota Verblitz        |
| Jamie Joseph        | Terza linea ala    | 21 novembre 1969  | 6    | Sanix Blues            |
| Takeomi Ito         | Terza linea ala    | 11 aprile 1971    | 28   | Kōbe Steelers          |
| Hajime Kiso         | Terza linea centro | 7 novembre 1978   | 0    | Ritsumeikan University |
| Rob Gordon          | Terza linea centro | 7 agosto 1965     | 14   | Brave Lupus            |
| Graeme Bachop       | Mediano di mischia | 11 giugno 1967    | 5    | Sanix Blues            |
| Wataru Murata       | Mediano di mischia | 25 gennaio 1968   | 23   | Bayonne                |
| Keiji Hirose        | Mediano d'apertura | 16 aprile 1973    | 23   | Toyota Verblitz        |
| Kensuke Iwabuchi    | Mediano d'apertura | 30 dicembre 1975  | 12   | Kōbe Steelers          |
| Patiliai Tuidraki   | Tre quarti ala     | 29 giugno 1969    | 12   | Toyota Verblitz        |
| Tsutomu Matsuda     | Tre quarti ala     | 30 aprile 1970    | 31   | Brave Lupus            |
| Daisuke Ohata       | Tre quarti ala     | 11 novembre 1975  | 15   | Kōbe Steelers          |
| Terunori Masuho     | Tre quarti ala     | 29 gennaio 1972   | 36   | Kōbe Steelers          |
| Andrew McCormick    | Terza linea centro | 5 febbraio 1967   | 22   | Toyota Verblitz        |
| Ryohei Miki         | Terza linea centro | 24 marzo 1978     | 1    | Ryukoku University     |
| Yukio Motoki        | Terza linea centro | 27 agosto 1971    | 44   | Kōbe Steelers          |
| Akira Yoshida       | Terza linea centro | 13 agosto 1971    | 9    | Kōbe Steelers          |
| Atsushi Koga        | Terza linea centro | 25 febbraio 1975  | 0    | Saitama                |
| Takafumi Hirao      | Estremo            | 3 marzo 1975      | 4    | Kōbe Steelers          |

## Girone E

### Irlanda
C.T.:  Warren Gatland
| Giocatore          | Posizione          | Data di nascita   | Caps | Club/provincia |
| ------------------ | ------------------ | ----------------- | ---- | -------------- |
| Keith Wood         | Tallonatore        | 27 gennaio 1972   | 27   | Munster        |
| Ross Nesdale       | Tallonatore        | 30 luglio 1968    | 11   | Newcastle      |
| Paul Wallace       | Pilone             | 30 dicembre 1971  | 30   | Saracens       |
| Peter Clohessy     | Pilone             | 22 marzo 1966     | 31   | Munster        |
| Reggie Corrigan    | Pilone             | 19 novembre 1970  | 10   | Leinster       |
| Justin Fitzpatrick | Pilone             | 21 novembre 1973  | 10   | Ulster         |
| Angus McKeen       | Pilone             | 13 febbraio 1969  | 0    | Leinster       |
| Paddy Johns        | Seconda linea      | 19 febbraio 1968  | 54   | Ulster         |
| Jeremy Davidson    | Seconda linea      | 28 aprile 1974    | 26   | Castres        |
| Malcolm O'Kelly    | Seconda linea      | 19 luglio 1974    | 15   | London Irish   |
| Bob Casey          | Seconda linea      | 18 luglio 1978    | 0    | Leinster       |
| Eric Miller        | Terza linea ala    | 23 settembre 1975 | 16   | Ulster         |
| David Corkery      | Terza linea ala    | 6 novembre 1972   | 27   | Munster        |
| Trevor Brennan     | Terza linea ala    | 22 settembre 1973 | 7    | Leinster       |
| Andy Ward          | Terza linea ala    | 8 settembre 1970  | 15   | Ulster         |
| Kieron Dawson      | Terza linea ala    | 29 gennaio 1975   | 3    | London Irish   |
| Dion O'Cuinneagain | Terza linea centro | 24 maggio 1972    | 13   | Ulster         |
| Brian O'Meara      | Mediano di mischia | 5 aprile 1976     | 4    | Leinster       |
| Tom Tierney        | Mediano di mischia | 1 settembre 1976  | 3    | Munster        |
| Eric Elwood        | Mediano d'apertura | 25 febbraio 1969  | 32   | Connacht       |
| David Humphreys    | Mediano d'apertura | 10 settembre 1971 | 18   | Ulster         |
| Gordon D'Arcy      | Terza linea centro | 10 febbraio 1980  | 0    | Leinster       |
| Brian O'Driscoll   | Terza linea centro | 21 gennaio 1979   | 3    | Leinster       |
| Kevin Maggs        | Terza linea centro | 3 giugno 1974     | 20   | Bath           |
| Jonny Bell         | Terza linea centro | 7 febbraio 1974   | 29   | Ulster         |
| Mike Mullins       | Terza linea centro | 29 ottobre 1970   | 1    | Munster        |
| Justin Bishop      | Tre quarti ala     | 8 novembre 1974   | 13   | London Irish   |
| James Topping      | Tre quarti ala     | 18 dicembre 1974  | 5    | Ulster         |
| Matt Mostyn        | Tre quarti ala     | 10 settembre 1974 | 2    | Connacht       |
| Conor O'Shea       | Estremo            | 21 ottobre 1970   | 30   | London Irish   |

### Stati Uniti
C.T.:  Jack Clark
| Giocatore           | Posizione          | Data di nascita   | Caps | Club/provincia           |
| ------------------- | ------------------ | ----------------- | ---- | ------------------------ |
| Tom Billups         | Tallonatore        | 26 dicembre 1964  | 41   | Pontypridd               |
| Kirk Khasigian      | Tallonatore        | 24 aprile 1977    | 3    | University of California |
| Joe Clayton         | Pilone             | 24 novembre 1973  | 1    | Old Blues (CA)           |
| Marc L'Huillier     | Pilone             | 1 marzo 1971      | 1    | Sydney University        |
| Ray Lehner          | Pilone             | 13 marzo 1972     | 29   | Oxford University        |
| George Sucher       | Pilone             | 6 marzo 1969      | 12   | Washington               |
| Luke Gross          | Seconda linea      | 21 novembre 1969  | 35   | Harlequins               |
| Alec Parker         | Seconda linea      | 10 aprile 1974    | 21   | Gentlemen of Aspen       |
| Dave Hodges         | Seconda linea      | 15 settembre 1968 | 20   | Llanelli                 |
| Shaun Paga          | Terza linea ala    | 16 novembre 1977  | 4    | University of California |
| Richard Tardits     | Terza linea ala    | 30 luglio 1965    | 0    | Life University          |
| Fifita Mo'unga      | Terza linea ala    | 5 marzo 1973      | 8    | Old Blues (CA)           |
| Dan Lyle            | Terza linea centro | 28 settembre 1970 | 24   | Bath                     |
| Rob Lumkong         | Terza linea centro | 3 agosto 1970     | 27   | Denver Barbarians RFC    |
| Kevin Dalzell       | Mediano di mischia | 25 gennaio 1974   | 12   | OMBAC                    |
| Jesse Coulson       | Mediano di mischia | 6 gennaio 1977    | 0    | Hamilton Old Boys        |
| David Niu           | Mediano d'apertura | 3 gennaio 1966    | 5    | Philadelphia Whitemarsh  |
| Dave Stroble        | Mediano d'apertura | 29 aprile 1976    | 0    | Maisons-Laffitte         |
| Juan Grobler        | Terza linea centro | 7 luglio 1973     | 15   | Denver Barbarians RFC    |
| Alatini Saulala     | Terza linea centro | 22 settembre 1968 | 17   | San Mateo                |
| Mark Scharrenberg   | Terza linea centro | 30 aprile 1969    | 36   | SF Golden Gate           |
| Tomasi Takau        | Terza linea centro | 15 ottobre 1969   | 22   | Gentlemen of Aspen       |
| Mark Williams       | Terza linea centro | 26 giugno 1961    | 22   | Gentlemen of Aspen       |
| Vaea Anitoni        | Tre quarti ala     | 20 settembre 1970 | 41   | San Mateo                |
| Andre Blom          | Tre quarti ala     | 4 giugno 1970     | 10   | Denver Barbarians RFC    |
| Brian Hightower     | Tre quarti ala     | 15 settembre 1970 | 14   | Gentlemen of Aspen       |
| Rich Schurfeld      | Tre quarti ala     | 19 aprile 1963    | 5    | Ann Arbor                |
| Sinapati Uiagalelei | Tre quarti ala     | 21 marzo 1979     | 0    | Orange County Islanders  |
| Kurt Shuman         | Estremo            | 5 gennaio 1974    | 14   | OMBAC                    |

### Australia
C.T.:  Rod MacQueen
| Giocatore          | Posizione          | Data di nascita   | Caps | Club/provincia |
| ------------------ | ------------------ | ----------------- | ---- | -------------- |
| Phil Kearns        | Tallonatore        | 27 giugno 1967    | 65   | Waratahs       |
| Jeremy Paul        | Tallonatore        | 14 marzo 1977     | 10   | Brumbies       |
| Michael Foley      | Tallonatore        | 7 giugno 1967     | 25   | Reds           |
| Andrew Blades      | Pilone             | 4 giugno 1967     | 27   | Waratahs       |
| Patricio Noriega   | Pilone             | 22 ottobre 1971   | 9    | Brumbies       |
| Richard Harry      | Pilone             | 30 novembre 1967  | 25   | Waratahs       |
| Dan Crowley        | Pilone             | 28 agosto 1965    | 34   | Reds           |
| John Eales         | Seconda linea      | 27 giugno 1970    | 64   | Reds           |
| Owen Finegan       | Seconda linea      | 22 aprile 1972    | 27   | Brumbies       |
| David Giffin       | Seconda linea      | 6 novembre 1973   | 10   | Brumbies       |
| Matt Cockbain      | Terza linea ala    | 19 settembre 1972 | 24   | Reds           |
| Jim Williams       | Terza linea ala    | 8 dicembre 1968   | 3    | Brumbies       |
| David Wilson       | Terza linea ala    | 4 gennaio 1967    | 67   | Reds           |
| Mark Connors       | Terza linea ala    | 17 maggio 1971    | 4    | Reds           |
| Brett Robinson     | Terza linea ala    | 24 gennaio 1970   | 16   | Brumbies       |
| Toutai Kefu        | Terza linea centro | 8 aprile 1974     | 21   | Reds           |
| Tiaan Strauss      | Terza linea centro | 28 giugno 1965    | 7    | Waratahs       |
| George Gregan (vc) | Mediano di mischia | 19 aprile 1973    | 49   | Brumbies       |
| Chris Whitaker     | Mediano di mischia | 19 ottobre 1974   | 4    | Waratahs       |
| Rod Kafer          | Mediano d'apertura | 25 giugno 1971    | 1    | Brumbies       |
| Chris Latham       | Mediano d'apertura | 8 settembre 1975  | 5    | Reds           |
| Stephen Larkham    | Mediano d'apertura | 29 maggio 1974    | 25   | Brumbies       |
| Nathan Grey        | Terza linea centro | 31 marzo 1975     | 13   | Waratahs       |
| Tim Horan          | Terza linea centro | 18 maggio 1970    | 74   | Reds           |
| Daniel Herbert     | Terza linea centro | 6 febbraio 1974   | 33   | Reds           |
| Jason Little       | Terza linea centro | 26 agosto 1970    | 62   | Reds           |
| Joe Roff           | Tre quarti ala     | 20 settembre 1975 | 45   | Brumbies       |
| Ben Tune           | Tre quarti ala     | 28 dicembre 1976  | 31   | Reds           |
| Scott Staniforth   | Tre quarti ala     | 12 dicembre 1977  | 0    | Waratahs       |
| Matt Burke         | Estremo            | 26 marzo 1973     | 38   | Waratahs       |

### Romania
C.T.:  Mircea Paraschiv
| Giocatore           | Posizione          | Data di nascita   | Caps | Club/provincia       |
| ------------------- | ------------------ | ----------------- | ---- | -------------------- |
| Ștefan Demici       | Tallonatore        | 4 agosto 1975     | 1    | Dinamo Bucarest      |
| Răzvan Mavrodin     | Tallonatore        | 23 settembre 1973 | 3    | Perpignano           |
| Petru Bălan         | Pilone             | 12 luglio 1976    | 8    | Dinamo Bucarest      |
| Nicolae Dragoș Dima | Pilone             | 30 luglio 1979    | 0    | Castres              |
| Laurențiu Rotaru    | Pilone             | 17 gennaio 1970   | 1    | Montauban            |
| Constantin Stan     | Pilone             | 10 gennaio 1969   | 23   | Dinamo Bucarest      |
| Dragoș Niculae      | Pilone             | 17 marzo 1971     | 39   | Aurillac             |
| Daniel Chiriac      | Seconda linea      | 8 giugno 1973     | 1    | US Annecy            |
| Tudor Constantin    | Seconda linea      | 17 novembre 1969  | 9    | Racing 92            |
| Ovidiu Slușariuc    | Seconda linea      | 7 febbraio 1968   | 14   | Dinamo Bucarest      |
| Cătălin Drăguceanu  | Terza linea ala    | 19 novembre 1970  | 25   | Steaua               |
| Alin Petrache       | Terza linea ala    | 29 ottobre 1976   | 4    | Racing 92            |
| Florin Corodeanu    | Terza linea ala    | 26 marzo 1977     | 8    | Steaua               |
| Ovidiu Tonița       | Terza linea ala    | 6 agosto 1980     | 0    | CS Rulmentul Bârlad  |
| Tiberiu Brînză      | Terza linea centro | 21 settembre 1968 | 31   | Narbonne             |
| Erdinci Septar      | Terza linea centro | 12 febbraio 1973  | 9    | RCJ Farul Constanța  |
| Marius Iacob        | Mediano di mischia | 5 dicembre 1972   | 6    | Dinamo Bucarest      |
| Lucian Sîrbu        | Mediano di mischia | 16 ottobre 1976   | 1    | RC Grivița Bucharest |
| Petre Mitu          | Mediano di mischia | 22 marzo 1977     | 14   | Aurillac             |
| Ionuț Tofan         | Mediano d'apertura | 8 marzo 1977      | 6    | Steaua               |
| Lucien Vusec        | Mediano d'apertura | 15 settembre 1972 | 4    | Strasbourg           |
| Gabriel Brezoianu   | Terza linea centro | 18 gennaio 1977   | 10   | Timişoara            |
| Romeo Gontineac     | Terza linea centro | 18 dicembre 1973  | 23   | Aurillac             |
| Cristian Lupu       | Terza linea centro | 19 giugno 1975    | 4    | Dinamo Bucarest      |
| Mihai Ciolacu       | Tre quarti ala     | 11 settembre 1977 | 4    | RCJ Farul Constanța  |
| Radu Fugigi         | Tre quarti ala     | 29 novembre 1973  | 8    | Caen                 |
| Cristian Hîldan     | Tre quarti ala     | 22 settembre 1973 | 4    | Dinamo Bucarest      |
| Cristian Săuan      | Tre quarti ala     | 18 marzo 1974     | 1    | U Cluj               |
| Gheorghe Solomie    | Tre quarti ala     | 5 marzo 1969      | 41   | Aurillac             |
| Mihai Vioreanu      | Estremo            | 3 ottobre 1974    | 9    | Timişoara            |